# 마쓰모토 공항
마쓰모토 공항(일본어: 松本空港, IATA: MMJ, ICAO: RJAF)은 일본 나가노현 마쓰모토시에 있는 제 3종 공항이다. 본래는 신수 마쓰모토 공항으로도 불렸으며 나가노현 마쓰모토시에서 9.3km 떨어져 있다.

## 운항 노선

### 국내선
| 항공사        | 목적지                         |
| ------------- | ------------------------------ |
| 일본항공      | 삿포로 계절편 : 오사카(이타미) |
| 후지드림 항공 | 후쿠오카                       |